# ميتش وارد
ميتش وارد (بالإنجليزية: Mitch Ward)‏ (19 يونيو 1971 بشفيلد في المملكة المتحدة - ) هو لاعب كرة قدم بريطاني في مركز الوسط. لعب مع شيفيلد يونايتد ونادي إيفرتون ونادي بارنسلي ونادي كرو ألكساندرا ونادي يورك سيتي.

## وصلات خارجية
- ميتش وارد على موقع قاعدة بيانات كرة القدم.إي يو (الإنجليزية)
- ميتش وارد على موقع Soccerbase.com (لاعب) (الإنجليزية)
- ميتش وارد على موقع عالم كرة القدم.نت (الإنجليزية)